# Tournoi masculin de volley-ball aux Jeux olympiques d'été de 2000
Navigation
Atlanta 1996 Athènes 2004

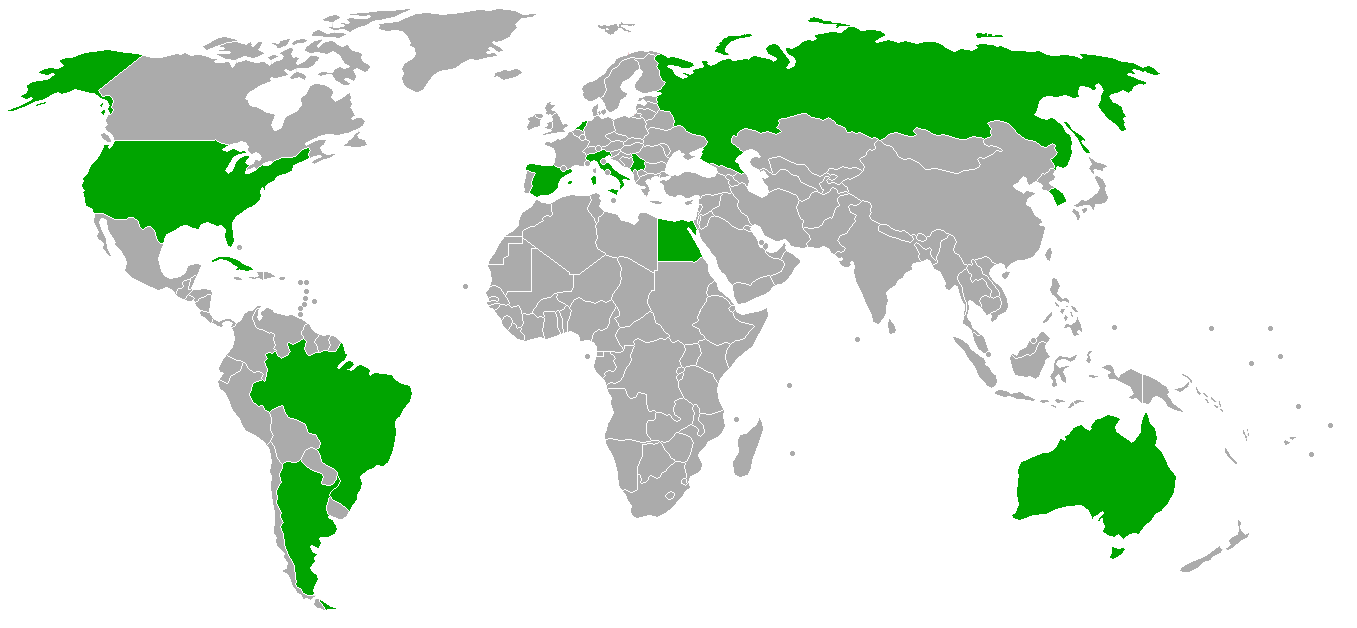
Tournoi masculin de volley-ball aux Jeux olympiques d'été de 2000

Le tournoi masculin de volley-ball des Jeux olympiques d’été de 2000 s'est déroulé du 17 septembre 2000 au 1er octobre 2000 à Sydney. 12 équipes se sont disputé les médailles olympiques.

## Équipes participantes
- Argentine (Vainqueur du tournoi de qualification mondial n°1)
- Australie (Pays hôte)
- Brésil (Vainqueur du tournoi de qualification zone Amérique du Sud)
- Corée du Sud (Vainqueur du tournoi de qualification zone Asie)
- Cuba (2e de la coupe du monde 1999)
- Égypte (Vainqueur du tournoi de qualification zone Afrique)
- Espagne (Vainqueur du tournoi de qualification mondial n°2)
- États-Unis (Vainqueur du tournoi de qualification zone NORCECA)
- Italie (3e de la coupe du monde 1999)
- Pays-Bas (Vainqueur du tournoi de qualification mondial n°3)
- Russie (Vainqueur de la coupe du monde 1999)
- Yougoslavie (Vainqueur du tournoi de qualification zone Europe)

## Format de la compétition
Les 12 équipes sont séparées en deux groupes de six, lesquelles disputent un round robin entre elles. Les quatre premiers de chaque groupe sont qualifiés pour la phase finale, les deux derniers sont éliminés. La phase finale consiste en quarts de finale croisés entre les groupes, demi-finales, finale pour la médaille de bronze et finale.

## Phase préliminaire

### Formation des groupes
| Poule A                                       | Poule B                                                     |
| --------------------------------------------- | ----------------------------------------------------------- |
| Australie Cuba Brésil Pays-Bas Espagne Égypte | Italie Russie États-Unis Yougoslavie Argentine Corée du Sud |

### Poule A

#### Classement
| # | Équipe    | Pts | J | G | P | Sp | Sc | Ratio | Pp  | Pc  | Ratio |
| - | --------- | --- | - | - | - | -- | -- | ----- | --- | --- | ----- |
| 1 | Brésil    | 10  | 5 | 5 | 0 | 15 | 1  | 15    | 415 | 331 | 1.254 |
| 2 | Pays-Bas  | 9   | 5 | 4 | 1 | 12 | 5  | 2.4   | 417 | 360 | 1.158 |
| 3 | Cuba      | 8   | 5 | 3 | 2 | 9  | 7  | 1.286 | 383 | 335 | 1.143 |
| 4 | Australie | 7   | 5 | 2 | 3 | 6  | 10 | 0.6   | 327 | 374 | 0.874 |
| 5 | Espagne   | 6   | 5 | 1 | 4 | 7  | 12 | 0.583 | 404 | 444 | 0.91  |
| 6 | Égypte    | 5   | 5 | 0 | 5 | 1  | 15 | 0.067 | 309 | 411 | 0.752 |

- Qualifiés pour les quarts de finale

### Poule B

#### Classement
| # | Équipe       | Pts | J | G | P | Sp | Sc | Ratio | Pp  | Pc  | Ratio |
| - | ------------ | --- | - | - | - | -- | -- | ----- | --- | --- | ----- |
| 1 | Italie       | 10  | 5 | 5 | 0 | 15 | 4  | 3.75  | 482 | 421 | 1.145 |
| 2 | Russie       | 9   | 5 | 4 | 1 | 13 | 7  | 1.857 | 465 | 443 | 1.05  |
| 3 | Yougoslavie  | 8   | 5 | 3 | 2 | 12 | 9  | 1.333 | 489 | 461 | 1.061 |
| 4 | Argentine    | 7   | 5 | 2 | 3 | 7  | 11 | 0.636 | 409 | 446 | 0.917 |
| 5 | Corée du Sud | 6   | 5 | 1 | 4 | 8  | 14 | 0.571 | 491 | 504 | 0.974 |
| 6 | États-Unis   | 5   | 5 | 0 | 5 | 5  | 15 | 0.333 | 417 | 478 | 0.872 |

- Qualifiés pour les quarts de finale

## Phase finale

### Places de 1 à 4

#### Tableau
|  | Quarts de finale | Quarts de finale |             |             | Demi-finales           | Demi-finales           |   |  | Finale      | Finale      |
|  | Quarts de finale | Quarts de finale |             |             | Demi-finales           | Demi-finales           |   |  | Finale      | Finale      |
|  |                  |                  |             |             |                        |                        |   |  |             |             |
|  | 27 septembre     | 27 septembre     |             |             | 29 septembre           | 29 septembre           |   |  | 1er octobre | 1er octobre |
|  | 27 septembre     | 27 septembre     |             |             | 29 septembre           | 29 septembre           |   |  | 1er octobre | 1er octobre |
|  | Brésil           | 1                |             |             | 29 septembre           | 29 septembre           |   |  | 1er octobre | 1er octobre |
|  | Brésil           | 1                |             |             | 29 septembre           | 29 septembre           |   |  | 1er octobre | 1er octobre |
|  | Argentine        | 3                |             |             | 29 septembre           | 29 septembre           |   |  | 1er octobre | 1er octobre |
|  | Argentine        | 3                | Argentine   | 1           |                        |                        |   |  | 1er octobre | 1er octobre |
|  | 27 septembre     |                  | Argentine   | 1           |                        |                        |   |  | 1er octobre | 1er octobre |
|  |                  | Russie           | 3           |             |                        |                        |   |  | 1er octobre | 1er octobre |
|  | Cuba             | Russie           | 3           | 2           |                        |                        |   |  | 1er octobre | 1er octobre |
|  | Cuba             |                  |             | 2           |                        |                        |   |  | 1er octobre | 1er octobre |
|  | Russie           | 3                |             |             |                        |                        |   |  | 1er octobre | 1er octobre |
|  | Russie           | 3                | Russie      | 0           |                        |                        |   |  |             |             |
|  | 27 septembre     |                  | Russie      | 0           |                        |                        |   |  |             |             |
|  |                  | Yougoslavie      | 3           |             |                        |                        |   |  |             |             |
|  | Pays-Bas         | Yougoslavie      | 3           | 2           |                        |                        |   |  |             |             |
|  | Pays-Bas         | 29 septembre     |             | 2           |                        |                        |   |  |             |             |
|  | Yougoslavie      | 3                |             |             |                        |                        |   |  |             |             |
|  | Yougoslavie      | 3                | Yougoslavie | 3           |                        |                        |   |  |             |             |
|  | 27 septembre     | 27 septembre     | Yougoslavie | 3           | Match pour la 3e place | Match pour la 3e place |   |  |             |             |
|  | 27 septembre     | 27 septembre     |             | Italie      | Match pour la 3e place | Match pour la 3e place | 0 |  |             |             |
|  | Australie        | 1                | 1er octobre | 1er octobre |                        |                        | 0 |  |             |             |
|  | Australie        | 1                | 1er octobre | 1er octobre |                        |                        |   |  |             |             |
|  | Italie           | 3                |             | Argentine   | 0                      |                        |   |  |             |             |
|  | Italie           | 3                |             | Argentine   | 0                      |                        |   |  |             |             |
|  |                  |                  |             |             |                        |                        |   |  | Italie      | 3           |
|  |                  |                  |             |             |                        |                        |   |  | Italie      | 3           |

### Places de 5 à 8

#### Tableau
|  | Tour de classement | Tour de classement |          |   | 5e place     | 5e place     |
|  | Tour de classement | Tour de classement |          |   | 5e place     | 5e place     |
|  |                    |                    |          |   |              |              |
|  | 28 septembre       | 28 septembre       |          |   | 29 septembre | 29 septembre |
|  | 28 septembre       | 28 septembre       |          |   | 29 septembre | 29 septembre |
|  | Brésil             | 3                  |          |   | 29 septembre | 29 septembre |
|  | Brésil             | 3                  |          |   | 29 septembre | 29 septembre |
|  | Cuba               | 2                  |          |   | 29 septembre | 29 septembre |
|  | Cuba               | 2                  | Brésil   | 0 |              |              |
|  | 28 septembre       |                    | Brésil   | 0 |              |              |
|  |                    | Pays-Bas           | 3        |   |              |              |
|  | Pays-Bas           | Pays-Bas           | 3        | 3 |              |              |
|  | Pays-Bas           |                    |          | 3 |              |              |
|  | Australie          | 0                  |          |   |              |              |
|  | Australie          | 0                  | 7e place |   |              |              |
|  |                    |                    |          |   |              |              |
|  | 29 septembre       |                    |          |   |              |              |
|  |                    |                    |          |   |              |              |
|  | Cuba               | 3                  |          |   |              |              |
|  | Cuba               | 3                  |          |   |              |              |
|  | Australie          | 0                  |          |   |              |              |
|  | Australie          | 0                  |          |   |              |              |

## Résultats

### Classement final
| Rang                                | Nation       |
| ----------------------------------- | ------------ |
| Médaille d'or, Jeux olympiques      | Yougoslavie  |
| Médaille d'argent, Jeux olympiques  | Russie       |
| Médaille de bronze, Jeux olympiques | Italie       |
| 4                                   | Argentine    |
| 5                                   | Pays-Bas     |
| -                                   | Brésil       |
| -                                   | Cuba         |
| -                                   | Australie    |
| 9                                   | Corée du Sud |
| -                                   | Espagne      |
| 11                                  | Égypte       |
| -                                   | États-Unis   |

### Distinctions individuelles
- Meilleur joueur (MVP) :  Bas van de Goor
- Meilleur scoreur :  Marcos Milinkovic
- Meilleur attaquant :  Daniel Howard
- Meilleur contreur :  Andrija Gerić
- Meilleur passeur :  Peter Blangé
- Meilleur serveur :  Osvaldo Hernández
- Meilleur défenseur :  Vasa Mijić
- Meilleur réceptionneur :  Pablo Meana